# لیونا اودوم
لیونا اودوم (انگلیسی: Leaonna Odom؛ زادهٔ ۲۶ مارس ۱۹۹۸) بازیکن بسکتبال اهل ایالات متحده آمریکا است.